# Чен, Кевин
Кевин Чен (англ. Kevin Chen, в китайских источниках также Чэнь Юдун, кит. 陳禹同; род. 2005) — канадский пианист китайского происхождения.
Начал заниматься музыкой под руководством Коллин Атпариа, затем продолжил занятия у Мэрилин Энгл в Университете Калгари и частным образом. В 2013 году стал самым юным выпускником в истории Королевской музыкальной консерватории в Торонто, в том же году выиграл национальный конкурс исполнителей и вошёл в список тридцати лучших исполнителей классической музыки в возрасте до 30 лет, составленный журналистами Canadian Broadcasting Corporation. За этим последовала серия побед в крупных международных фортепианных конкурсах в Миннеаполисе, Астане, Хилтон-Хеде и Будапеште; в 2022 году Чен выиграл Международный конкурс исполнителей в Женеве, получив также пять специальных призов, а в 2023-м — Международный конкурс пианистов имени Артура Рубинштейна в Израиле.
Дебютировал как солист в семилетнем возрасте с юношеским оркестром Абботсфорда. Наряду с исполнительской карьерой активно занимается композицией, к 2022 году написал уже около 100 произведений.
19 октября 2023 года, на фоне террористической атаки группировки ХАМАС на территорию Израиля, в знак солидарности с народом Израиля открыл свой концерт в Карнеги-холле исполнением Национального гимна Израиля; запись с этим исполнением широко разошлась в социальных сетях.